# Melamphaes eulepis
Melamphaes eulepis är en fiskart som beskrevs av Ebeling 1962. Melamphaes eulepis ingår i släktet Melamphaes och familjen Melamphaidae. Inga underarter finns listade i Catalogue of Life.